# Fregata minor
El rabihorcado grande (Fregata minor), también denominado fragata pelágica o ave fragata grande, y como makohe en Isla de Pascua, es una especie de ave suliforme de la familia Fregatidae que anida principalmente en las costas de los océanos Pacífico, Índico y Atlántico.
Se han ganado la mala fama de ser «piratas» de otras aves, debido a su tendencia a perseguir a aves más pequeñas, especialmente a piqueros para hacerse con sus presas. Para hacerlo, suele merodear cerca de nidos a la espera de que algún ave marina desprevenida lleve una presa para alimentar a sus polluelos, a la cual perseguirá o atacará hasta que esta se desprenda o regurgite su comida, para posteriormente lanzarse y atrapar el pez en cuestión antes de que caiga al agua. Sería por esta conducta y la destreza requerida, similar a la observada en los llamados man-o'-war (un tipo de fragata utilizada por piratas siglos atrás), de la que esta ave tomaría su nombre común.
Se le suele ver remontándose y planeando sobre el viento en las costas y en el mar, con sus largas alas extendidas. Se alimenta desde el aire, descendiendo para capturar peces del mar, o atacando a otras aves para forzarlas a dejar caer o desembuchar su comida y consumirla ella. En época de celo, el macho hincha las bolsas rojas de su garganta para exhibirse.

## Subespecies
Se reconocen cinco subespecies, diferenciándose algunas únicamente por su plumaje, aunque la falta de datos y la gran variación de características en ciertas áreas de distribución hace que esté en duda la real validez de las subespecies definidas para ave fragata minor.
1. Fregata minor palmerstoni (Gmelin, 1789)
2. Fregata minor ridgwayi (Mathews, 1914)
3. Fregata minor nicolli (Mathews, 1914)
4. Fregata minor aldabrensis (Mathews, 1914)
5. Fregata minor minor (Gmelin, 1789)

## Galería

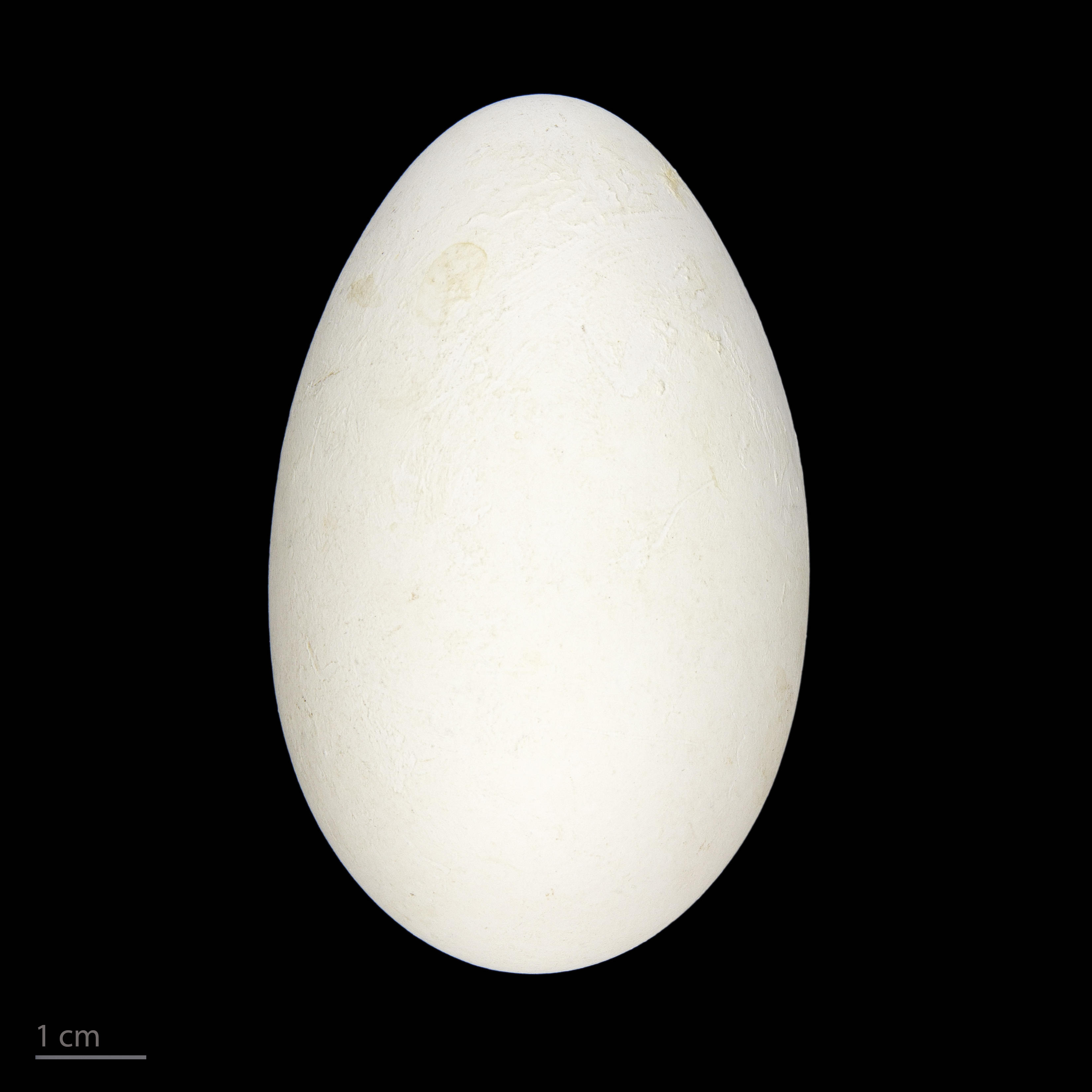
Fregata minor - MHNT
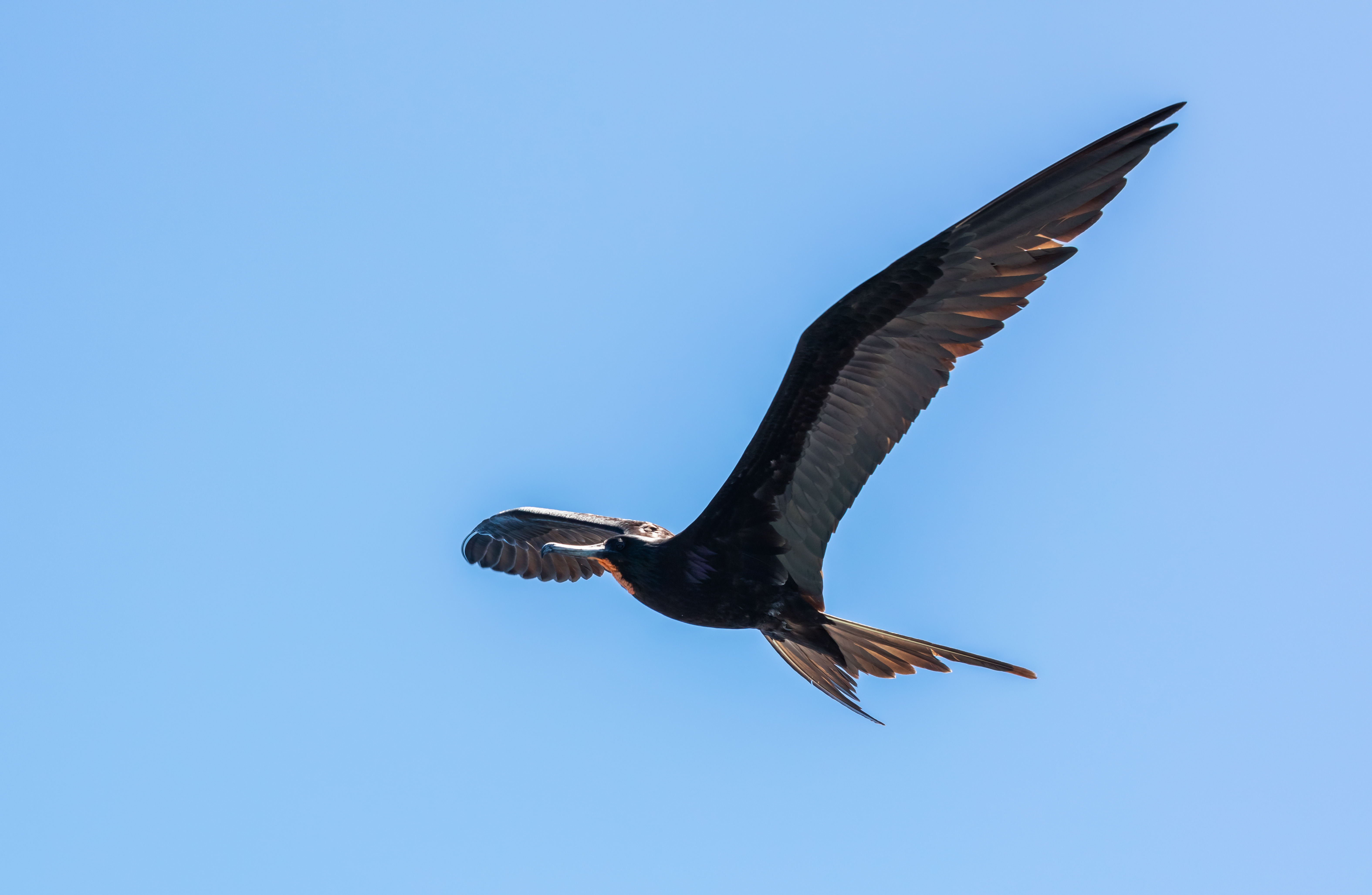
Macho en vuelo
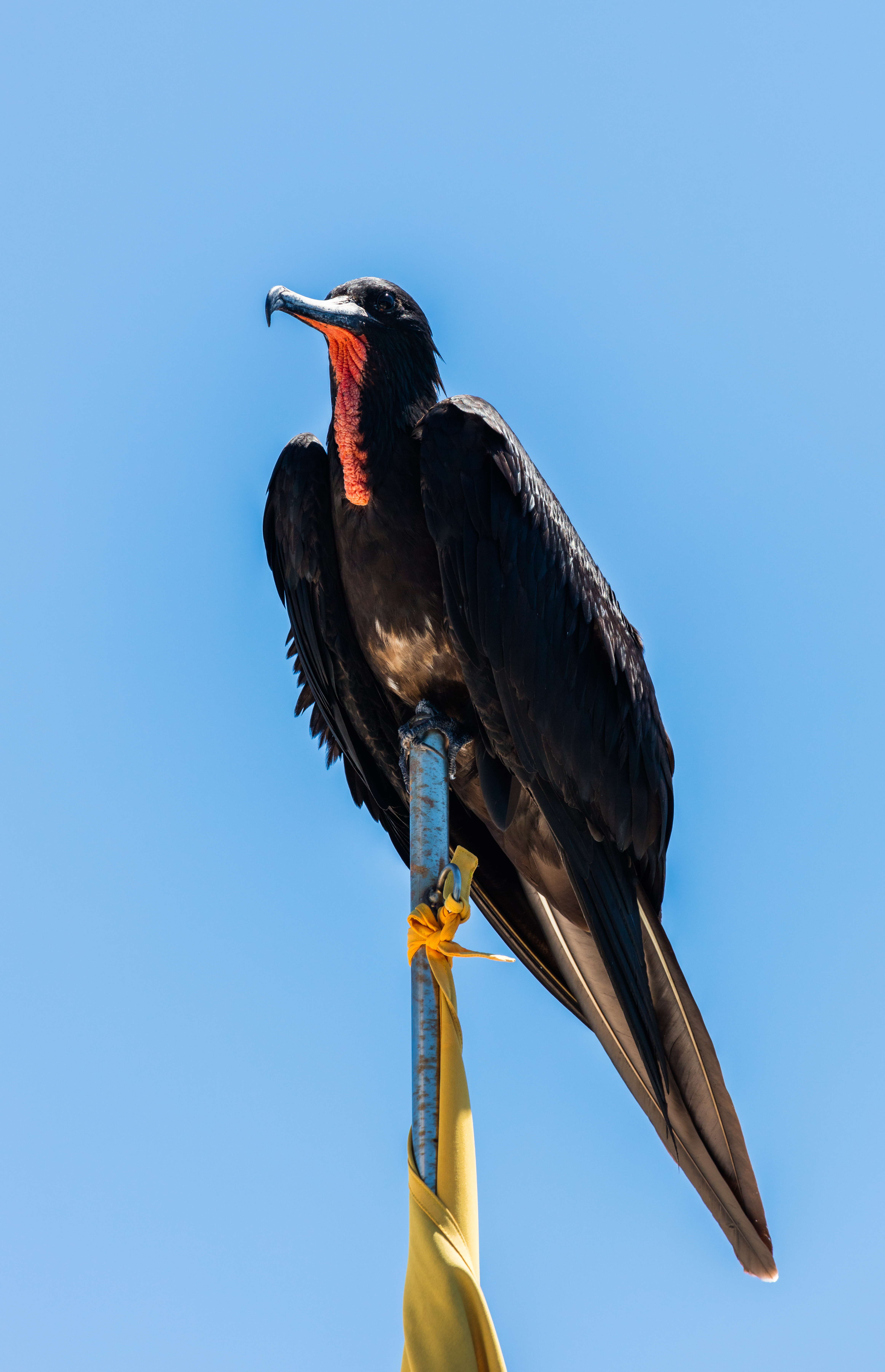
Ejemplar en un mástil
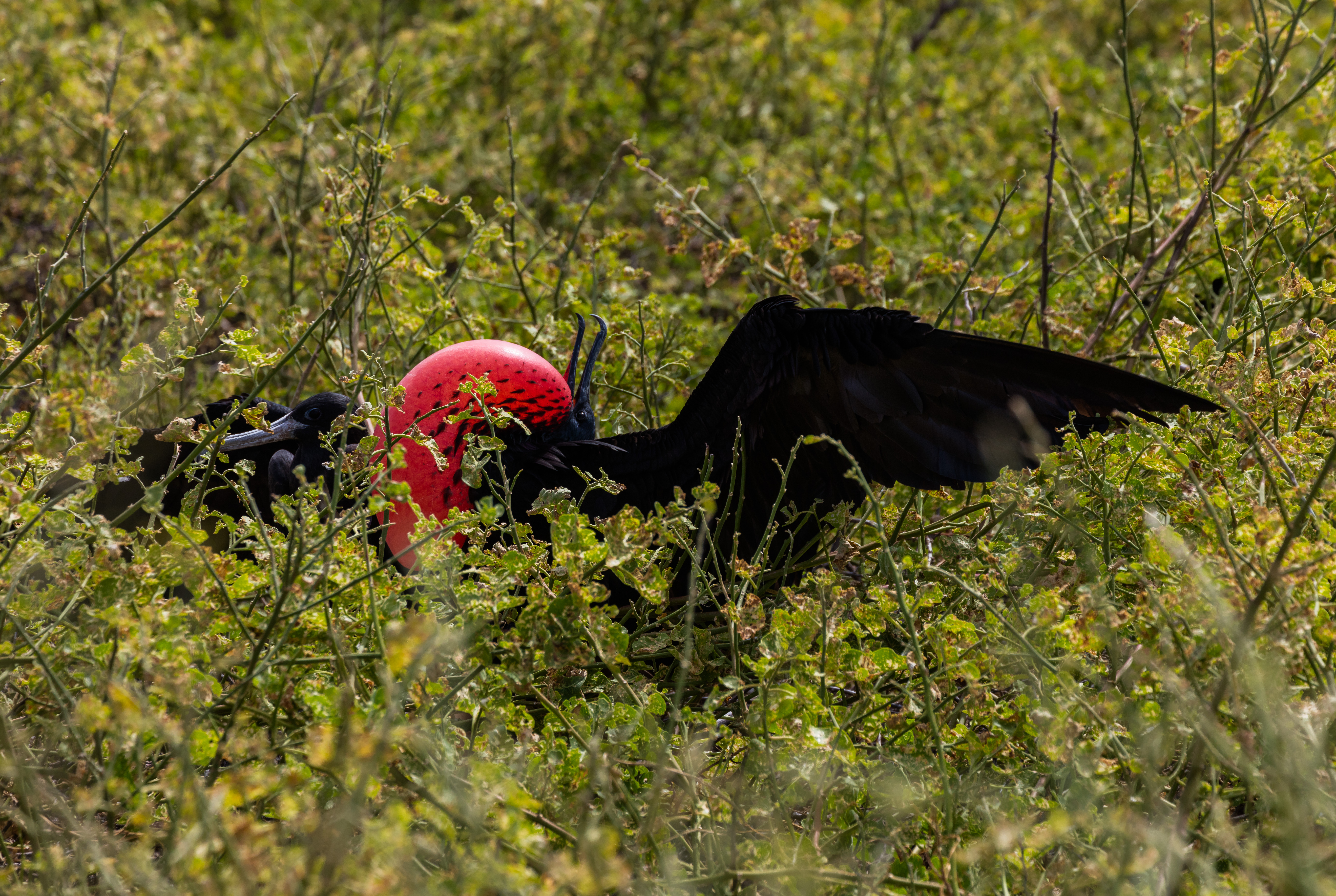
En exhibición
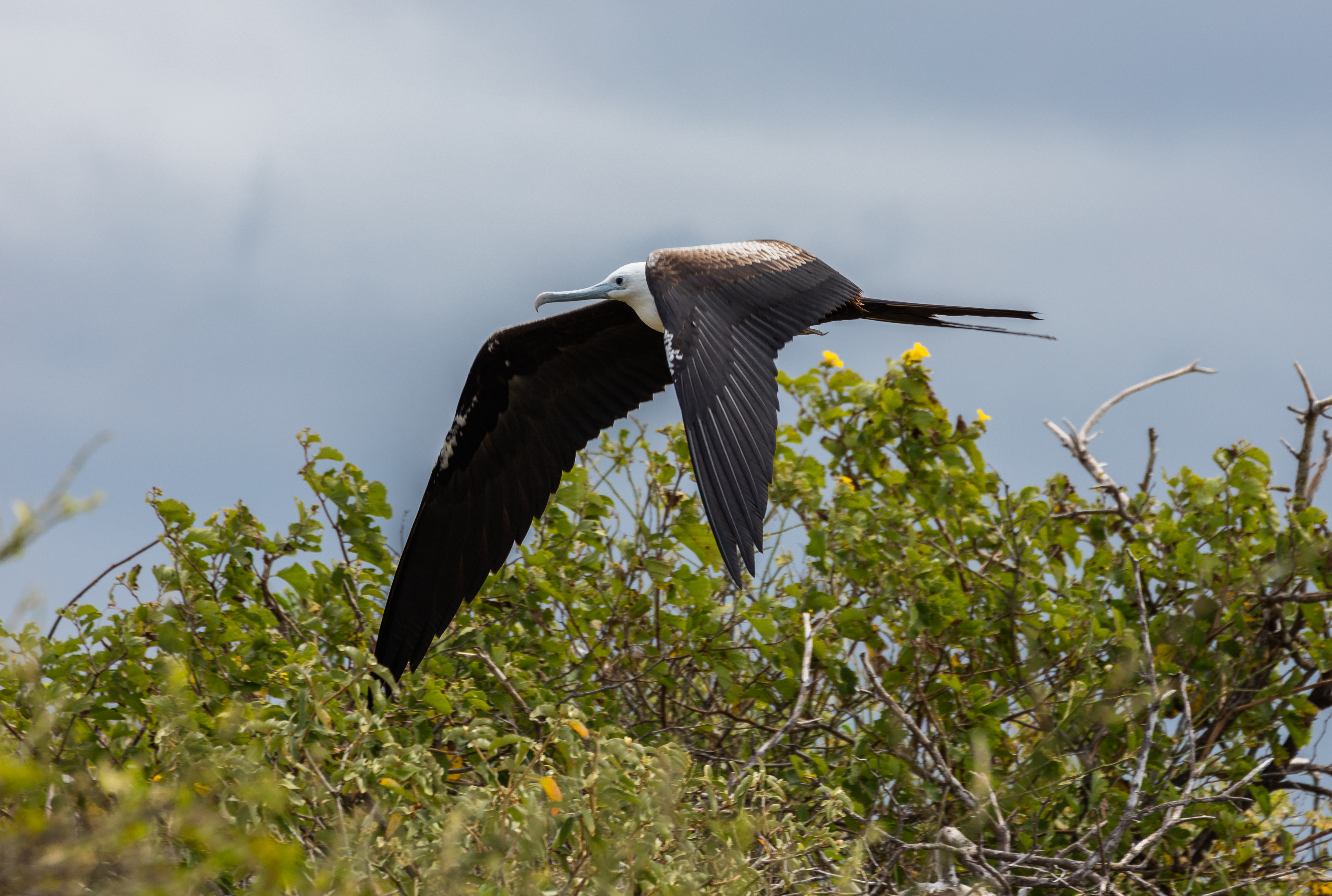
Hembra en vuelo